# Michel Bafort
Michel Bafort (Eeklo) is een Belgisch gynaecoloog en lid van de Nationale raad van de orde der Artsen.

## Biografie
Michel Bafort is verbonden aan het AZ Alma te Eeklo als diensthoofd materniteit en gynaecologie.
Hij is lid van de nationale raad van de Orde der Artsen en stond aan de basis van de verzoening tussen de Orde en Geneeskunde voor het Volk. In 2013 richtte hij Arts in Nood op, een vereniging om artsen met psychische problemen te helpen. Hij is een opniemaker in het debat rond de financiering van de geneeskunde.
Daarnaast ijvert hij voor een meldpunt voor medische incidenten en een hervorming van de medische aansprakelijkheid.